# Бубіс Ісаак Маркович
Ісаак Маркович Бубіс (первинне ім'я Іцхок Матусович Бубес; 1 (14) січня, Кишинів, Бессарабська губернія — 5 червня 2000, Луїсвілл, США) — молдавський радянський інженер-архітектор.

## Біографія
Народився в сім'ї Матуса Мойсейовича Бубеса (родом зі Старокостянтинова) і Хаї Дизенгоф, племінниці першого мера Тель-Авіва Меїра Дизенгофа. Закінчив 2-ю чоловічу гімназію в Кишиневі, потім політехнікум у Празі (1935). У 1930-ті роки — учасник комуністичного підпілля в Бессарабії. У 1941—1945 роках працював на будівництві залізниць під Сталінградом.
У 1947—1967 був головним інженером проекту генерального плану Кишинева, керував творчою бригадою інженерів-планувальників інституту Молдгіпробуд з реконструкції історичного центру міста, а також розвитку Бельц, Леово, Бендер, Тирасполя, Оргеєва, Сорок, Кагула та інших міст Молдови. З 1989 року — у США.
Автор монографії «Зодчі Бернардацці» (Кишинев: Штіінця, 1997) та ряду статей про творчість цієї родини архітекторів.
Член Спілки архітекторів СРСР .